# Lijst van werken van de Meester van Flémalle
Deze lijst geeft een overzicht van de belangrijkste werken die in de 20e eeuw zijn toegeschreven aan de Meester van Flémalle, die meestal wordt geïdentificeerd met de Doornikse kunstenaar Robert Campin. In zijn atelier werkten onder anderen Rogier van der Weyden en Jacques Daret.
Sinds de jaren 1970 is duidelijk geworden dat de werken niet allemaal door Campin zelf geschilderd kunnen zijn en zelfs niet allemaal in zijn atelier zijn ontstaan. Sommige zijn waarschijnlijk gemaakt in andere steden, zoals Gent of Brussel, mogelijk door leerlingen of navolgers van Campin, hoewel hierover geen consensus bestaat. Ook over de vraag welke werken Campin zelf heeft geschilderd bestaat geen overeenstemming. Vaak wordt aangenomen dat de vroegste, meer archaïsche werken met bladgoud door Campin zelf zijn geschilderd en de latere werken door ateliermedewerkers of navolgers, maar hiervoor bestaat geen bewijs. In het bijzonder de toeschrijvingen aan Rogier van der Weyden zijn omstreden.
Om de werken aan te duiden geven Sander en Kemperdick de voorkeur aan de naam "Meester van Flémalle" of "Flémalle-groep", juist omdat de naam fictief is en niet naar één bestaande, historische persoon verwijst. In onder andere de catalogus Rogier van der Weyden. De passie van de meester wordt de aanduiding "Groep Campin" gebruikt.
| Afbeelding | Titel | Datering                | Techniek                                                          | Afmetingen h × b cm                                        | Verblijfplaats                                                            | Toeschrijvingen |
| ---------- | --- | ----------------------- | ----------------------------------------------------------------- | ---------------------------------------------------------- | ------------------------------------------------------------------------- | --- |
|            | De annunciatie (fragment) | 1406–1407               | muurschildering                                                   |                                                            | Doornik, Sint-Brixiuskerk                                                 | Gedocumenteerde muurschildering door Robert Campin |
|            | Johannes de Doper (fragment) | ca. 1410-1420           | olieverf op eiken paneel                                          | 17,2 × 12,2                                                | Cleveland, The Cleveland Museum of Art inv. 1966.238                      | Vroeg werk van Robert Campin (?) |
|            | Seilern-triptiek | ca. 1410-1420           | olieverf op paneel                                                | 65,2 × 107,2 middenpaneel: 60 × 48,9 zijpanelen: 60 × 22,5 | Londen, Courtauld Institute of Art (Courtauld Gallery) inv. P.1978.PG.253 | Vroeg werk van Robert Campin (?) – ook toegeschreven aan Henri le Kien, een andere Doornikse schilder                                                                              |
|            | Madonna voor een zodenbank | ca. 1420                | olieverf op eiken paneel                                          | 40,2 × 28,5                                                | Berlijn, Gemäldegalerie inv. 1835                                         | Vroeg werk van Robert Campin (?) |
|            | Kopie (ca. 1470): Madonna in een apsis | origineel: ca. 1420 (?) | olieverf op paneel, overgebracht op doek                          | 45,1 × 34,3                                                | New York, Metropolitan Museum of Art inv. 05.39.2                         | Naar een vroeg werk van Robert Campin (?); er bestaan meer kopieën en navolgingen van                                                                                              |
|            | De boodschap aan Maria of De annunciatie | ca. 1425-1430           | olieverf op eiken paneel                                          | 61 × 63,7                                                  | Brussel, Koninklijke Musea voor Schone Kunsten van België inv. 785        | Robert Campin en/of atelier |
|            | Mérode-altaarstuk of Mérode-triptiek | ca. 1425-1435           | olieverf op eiken paneel                                          | 64,1 × 63,2                                                | New York, Metropolitan Museum of Art inv. 56.70                           | Atelier Robert Campin, in meerdere fasen uitgevoerd door minstens drie kunstenaars, onder wie mogelijk Rogier van der Weyden (linkervleugel) en Robert Campin (rechtervleugel)     |
|            | De geboorte van Christus | ca. 1430                | olieverf op eiken paneel                                          | 85,7 × 72                                                  | Dijon, Musée des Beaux-Arts inv. 150                                      | Robert Campin en/of atelier |
|            | Flémalle-paneel: Maria met Kind | ca. 1430                | olieverf op eiken paneel                                          | 147,5 × 57,6                                               | Frankfurt, Städel Museum                                                  | Robert Campin en/of atelier |
|            | Flémalle-paneel: De heilige Veronica | ca. 1430                | olieverf op eiken paneel                                          | 148,2 × 57,7                                               | Frankfurt, Städel Museum                                                  | Robert Campin en/of atelier (onder wie Rogier van der Weyden ?) |
|            | Flémalle-paneel: De genadestoel | ca. 1430                | olieverf op eiken paneel                                          | 149,1 × 58,3                                               | Frankfurt, Städel Museum                                                  | Robert Campin en/of atelier |
|            | Kopie (ca. 1475): De heilige Goedele |                         | pen in zwarte en bruine inkt op papier                            | 19,1 × 11,3                                                | Rotterdam, Museum Boijmans Van Beuningen inv. N 77 (PK)                   | Mogelijke kopie naar een van de verloren panelen van het retabel met de voorgaande "Flémalle-panelen"                                                                              |
|            | Christus en Maria | ca. 1430-1432           | olieverf op eiken paneel                                          | 28,6 × 45,4                                                | Philadelphia, Philadelphia Museum of Art inv. 332                         | Atelier Robert Campin |
|            | Binnenzijde: De gekruisigde dief Buitenzijde: Johannes de Doper                                                                                          | ca. 1430                | olieverf op eiken paneel                                          | 133,7 × 92,2                                               | Frankfurt, Städel Museum                                                  | Fragment van een altaarstuk (mogelijk het Biese-retabel in Brugge) uit het atelier van Robert Campin (of door een onbekende Gentse meester ?)                                      |
|            | Vrije kopie van het Biese-retabel: Kruisafneming |                         | olieverf op paneel                                                |                                                            | Liverpool, Walker Art Gallery                                             | Vrije kopie van de triptiek waarvan De gekruisigde dief een fragment is |
|            | Portret van een gezette man | ca. 1430-1435           | olieverf op eiken paneel                                          | 29,2 × 17,7                                                | Berlijn, Gemäldegalerie inv. 537A                                         | Atelier Robert Campin (Rogier van der Weyden ?); de man werd voorheen, waarschijnlijk ten onrechte, geïdentificeerd als Robrecht van Massemen                                      |
|            | Kopie: Portret van een gezette man | ca. 1440-1450           | olieverf op eiken paneel                                          | 35,4 × 23,7                                                | Madrid, Museo Thyssen-Bornemisza inv. 1960.1                              | Nauwkeurige kopie naar de versie in Berlijn; werd voorheen voor het origineel gehouden                                                                                             |
|            | Portret van een man | ca. 1435                | olieverf en tempera op eiken paneel                               | 40,7 × 28,1                                                | Londen, National Gallery inv. NG653.1                                     | Robert Campin of Rogier van der Weyden |
|            | Portret van een vrouw | ca. 1435                | olieverf en tempera op eiken paneel                               | 40,6 × 28,1                                                | Londen, National Gallery inv. NG653.2                                     | Robert Campin of Rogier van der Weyden |
|            | Kruisafneming | ca. 1435                | olieverf op eiken paneel                                          | 220 × 259                                                  | Madrid, Prado inv. 2825                                                   | Vrijwel unaniem toegeschreven aan Rogier van der Weyden; door een enkeling aan Robert Campin                                                                                       |
|            | Zijluik van een altaarstuk met scènes uit het leven van Maria. Binnenzijde: Het huwelijk van Maria Buitenzijde: De heiligen Jacobus de Meerdere en Clara | ca. 1430-1433           | olieverf op eiken paneel                                          | 76,5 × 87,8                                                | Madrid, Prado inv. 1817a                                                  | Leerling of navolger van Robert Campin, mogelijk ontstaan in Gent of Brussel; in de 20e eeuw meestal beschouwd als een werk van Robert Campin uit circa 1420                       |
|            | Fragment van een altaarstuk met scènes uit het leven van Maria: De annunciatie                                                                           | ca. 1430-1433           | olieverf op paneel                                                | 76,4 × 70                                                  | Madrid, Prado inv. 1915                                                   | Leerling of navolger van Robert Campin, mogelijk ontstaan in Gent of Brussel |
|            | Vrije kopie naar een verloren paneel van hetzelfde altaarstuk (?) (eind 15e eeuw): De dood van Maria                                                     |                         | olieverf op paneel                                                |                                                            | Londen, National Gallery                                                  | Vrij naar een werk uit de omgeving van Robert Campin, met invloed van Hugo van der Goes; mogelijk gebaseerd op een paneel van vorige altaarstuk met scènes uit het leven van Maria |
|            | Kopie (ca. 1450): De heilige Catharina |                         | tekening                                                          |                                                            | Amsterdam, Rijksmuseum                                                    | Anonieme kopie naar een van de figuren op de buitenzijde van het altaarstuk met scènes uit het leven van Maria                                                                     |
|            | De verheerlijking van Maria | ca. 1435 (?)            | olieverf op eiken paneel                                          | 47,8 × 31,6                                                | Aix-en-Provence, Musée Granet inv. 860.1.296                              | Door een voormalige medewerker van Robert Campin (?) |
|            | Tweeluik (links): De genadestoel | na 1450                 | olieverf op paneel                                                | 28,5 × 18,5                                                | Sint-Petersburg, Hermitage inv. 442                                       | Door een voormalige medewerker van Robert Campin (?) |
|            | Tweeluik (rechts): Madonna bij het haardvuur | na 1450                 | olieverf op paneel                                                | 28,5 × 18,5                                                | Sint-Petersburg, Hermitage inv. 443                                       | Door een voormalige medewerker van Robert Campin (?) |
|            | Maria en Kind in een interieur | voor 1432 (?)           | olieverf op eiken paneel                                          | 18,7 × 11,6                                                | Londen, National Gallery inv. NG6514                                      | Atelier of navolger van Robert Campin (Jacques Daret ?) |
|            | Zijpanelen van de Werl-triptiek: Heinrich von Werl met Johannes de Doper De heilige Barbara                                                              | 1438 (gedateerd)        | olieverf op eiken paneel                                          | elk paneel: 99,5 × 45,5                                    | Madrid, Prado                                                             | Navolger Robert Campin (werkzaam in het atelier van Rogier van der Weyden ?) |
|            | Maria en Kind voor een haardscherm ("Salting-Madonna")                                                                                                   | ca. 1440                | olieverf en tempera op eiken paneel (met toevoegingen in walnoot) | 63,4 × 48,5                                                | Londen, National Gallery inv. NG2609                                      | Atelier of navolger van Robert Campin |
|            | Kopie: De aanbidding van Maria en het Christuskind |                         | tekening                                                          |                                                            | Parijs, Louvre inv. 20669                                                 | Naar een compositie uit het atelier van Robert Campin |
|            | Maria en Kind met heiligen in een besloten tuin | ca. 1440-1460           | olieverf op eiken paneel                                          | 119,8 × 148,5                                              | Washington D.C., National Gallery of Art inv. 1959.9.3                    | Navolger van Robert Campin en Rogier van der Weyden |
|            | Gregoriusmis | ca. 1475-1500           | olieverf op paneel                                                | 85,1 × 72,2                                                | Brussel, Koninklijke Musea voor Schone Kunsten van België                 | naar Robert Campin (?) |